# オスカル・ロペス
オスカル・ロペス・エルナンデス（Óscar López Hernández, 1980年5月11日 - ）はスペイン出身のサッカー選手。現在は無所属。ポジションはディフェンダー（左サイドバック）。

## 経歴
FCバルセロナのカンテラ出身のディフェンダー。2003年のレクレアティーボ・ウェルバ戦でデビュー。
2004-05シーズンのSSラツィオへのレンタル、2005-06シーズンのレアル・ベティスへのレンタルを経てレアル・ベティスに完全移籍。2007-08シーズンはジムナスティック・タラゴナにレンタル移籍した。

## 所属クラブ
- FCバルセロナ 2003-2006

→ SSラツィオ (loan) 2004-2005
→ レアル・ベティス (loan) 2005-2006
- レアル・ベティス 2006-2010

→ ジムナスティック・タラゴナ (loan) 2007-2008
- CDヌマンシア 2010-2011
- ゴー・アヘッド・イーグルス 2011-2012